# Колония-Вальденсе
Колония-Вальденсе (исп. Colonia Valdense) — город в юго-западной части Уругвая, на юго-востоке департамента Колония.

## География
Расположен примерно в 120 км к западу от столицы страны, города Монтевидео, в 67 км к востоку от города Колония-дель-Сакраменто и в 10 км к юго-востоку от города Нуэва-Эльвесия. Город раскинулся вдоль национального шоссе № 1, примерно в 2 км к западу от его пересечения с дорогой № 51. Абсолютная высота — 30 метров над уровнем моря.

## История
Город был основан в 1856 году под названием Вальденсе и заселён преимущественно итальянскими иммигрантами. Был назван в честь Петра Вальдо — французского священника, основавшего религиозное движение вальденсов. 6 ноября 1951 года получил статус села (Pueblo). 24 сентября 1982 года был переименован в Колония-Вальденсе и получил статус города (Ciudad).

## Население
Население города по данным на 2011 год составляет 3235 человек.
| Год  | Население |
| ---- | --------- |
| 1963 | 1663      |
| 1975 | 2140      |
| 1985 | 2409      |
| 1996 | 2876      |
| 2004 | 3087      |
| 2011 | 3235      |

Источник: Instituto Nacional de Estadística de Uruguay

## Города-побратимы
- Италия, Лузерна-Сан-Джованни